# Coll de la Bassa
El Coll de la Bassa és un coll situat a 2.109,1 m alt d'un contrafort nord-occidental del Cim de Coma Morera, de la carena axial dels Pirineus, situat entre els termes comunals d'Oceja i de Palau de Cerdanya, tots dos de l'Alta Cerdanya, a la Catalunya del Nord.
Està situat al sud-oest del terme d'Oceja i al sud-est del de Palau de Cerdanya, en un contrafort, al nord-oest del Cim de Coma Morera.
El Coll de la Bassa és un dels indrets de pas habituals en les rutes excursionistes dels Pirineus a l'Alta Cerdanya, sobretot de les que segueixen els vells camins ramaders, en els quals la bassa que dona nom al coll tenia un paper rellevant.